# ソンマリーヴァ・ペルノ
ソンマリーヴァ・ペルノ（伊: Sommariva Perno）は、イタリア共和国ピエモンテ州クーネオ県にある基礎自治体（コムーネ）。

## 地理

### 位置・広がり
| 隣接するコムーネは以下の通り。 - バルディッセーロ・ダルバ - コルネリアーノ・ダルバ - モンティチェッロ・ダルバ - ポカパーリア - サンフレ - ソンマリーヴァ・デル・ボスコ |

#### 地震分類
イタリアの地震リスク階級 (it) では、4 に分類される
。

## 行政

### 分離集落
ソンマリーヴァ・ペルノには、以下の分離集落（フラツィオーネ）がある。
- San Giuseppe, Valle Rossi, Villa